# Campionati mondiali juniores di sci nordico 2007
I campionati mondiali juniores di sci nordico 2007 si sono svolti dal 12 al 18 marzo 2007 a Tarvisio, in Italia. Si sono disputate competizioni nelle diverse specialità dello sci nordico: combinata nordica, salto con gli sci e sci di fondo.
A contendersi i titoli di campioni mondiali juniores sono stati i ragazzi e le ragazze fino ai vent'anni (nati nel 1987 e più giovani).

## Risultati

### Uomini

#### Combinata nordica

##### Individuale 10 km
| Pos. | Atleta             | Nazione   | Tempo   |
| ---- | ------------------ | --------- | ------- |
| 1    | Anssi Koivuranta   | Finlandia |         |
| 2    | Marco Pichlmayer   | Austria   | +16,4   |
| 3    | Alfred Rainer      | Austria   | +38,5   |
| 4    | Tomaž Druml        | Austria   | +1:06,5 |
| 5    | Sebastian Reuschel | Germania  | +1:49,1 |
| 6    | Nicolas Martin     | Francia   | +2:16,3 |
| 7    | Magnus Krog        | Norvegia  | +2:24,8 |
| 8    | Eric Frenzel       | Germania  | +2:24,9 |
| 9    | Dominik Dier       | Austria   | +3:09,1 |
| 10   | Peder Sandell      | Norvegia  | +3:24,5 |

14 marzo

Trampolino: Fratelli Nogara HS100

Fondo: 10 km

##### Individuale 5km
| Pos. | Atleta             | Nazione   | Tempo   |
| ---- | ------------------ | --------- | ------- |
| 1    | Eric Frenzel       | Germania  |         |
| 2    | Anssi Koivuranta   | Finlandia | +26,2   |
| 3    | Alfred Rainer      | Austria   | +33,8   |
| 4    | Miroslav Dvořák    | Rep. Ceca | +36,3   |
| 5    | Tomaž Druml        | Austria   | +44,5   |
| 6    | Nicolas Martin     | Francia   | +46,1   |
| 7    | Marco Pichlmayer   | Austria   | +46,2   |
| 8    | Ruben Welde        | Germania  | +1:04,2 |
| 9    | Sebastian Reuschel | Germania  | +1:07,8 |
| 10   | Dominik Dier       | Austria   | +1:15,2 |

18 marzo

Trampolino: Fratelli Nogara HS100

Fondo: 5 km

##### Gara a squadre
| Pos. | Nazione   | Atleti                                                           | Tempo   |
| ---- | --------- | ---------------------------------------------------------------- | ------- |
| 1    | Austria   | Marco Pichlmayer Johannes Weiss Tomaž Druml Alfred Rainer        |         |
| 2    | Germania  | Sebastian Reuschel Stefan Tuss Ruben Welde Eric Frenzel          | +5,1    |
| 3    | Norvegia  | Magnus Krog Ole Martin Storlien Glenn Arne Sollid Peder Sandell  | +2:01,2 |
| 4    | Italia    | Alessandro Pittin Davide Bresadola Armin Bauer Lukas Runggaldier | +2:00,9 |
| 5    | Francia   | Samuel Guy Nicolas Martin David Viry Wilfried Cailleau           | +2:01,2 |
| 6    | Finlandia | Janne Ryynänen Lauri Asikainen Olli Moutka Anssi Koivuranta      | +3:22,2 |
| 7    | Giappone  | Akito Watabe Yū Koyama Chota Hatakeyama Hiroo Sasaki             | +4:08,6 |
| 8    | Rep. Ceca | Miroslav Dvořák Tomáš Vambera Lukáš Havránek Petr Kutal          | +4:46,3 |
| 9    | Svizzera  | Lars Grossen Joel Bieri Tim Hug Tommy Schmid                     | +4:51,0 |
| 10   | Slovenia  | Rok Rozman Gašper Berlot Marjan Jelenko Rok Zima                 | +8:04,6 |

16 marzo

Trampolino: Fratelli Nogara HS100

Fondo: 4x5 km

#### Salto con gli sci

##### Trampolino normale
| Pos. | Atleta              | Nazione   | Punti |
| ---- | ------------------- | --------- | ----- |
| 1    | Roman Koudelka      | Rep. Ceca | 268,0 |
| 2    | Shōhei Tochimoto    | Giappone  | 256,5 |
| 3    | Thomas Thurnbichler | Austria   | 254,5 |
| 4    | Mitja Mežnar        | Slovenia  | 254,0 |
| 5    | Primož Roglič       | Slovenia  | 250,5 |
| 6    | Andrea Morassi      | Italia    | 249,0 |
| 7    | Jurij Tepeš         | Slovenia  | 246,5 |
| 8    | Andreas Wank        | Germania  | 240,5 |
| 8    | Olli Muotka         | Finlandia | 240,5 |
| 10   | Kevin Horlacher     | Germania  | 231,0 |

15 marzo

Trampolino: Fratelli Nogara HS100

##### Gara a squadre
| Pos. | Nazione   | Atleti                                                                          | Punti |
| ---- | --------- | ------------------------------------------------------------------------------- | ----- |
| 1    | Slovenia  | Robert Hrgota Primož Roglič Jurij Tepeš Mitja Mežnar                            | 981,0 |
| 2    | Giappone  | Shōhei Tochimoto Tsubasa Chōnan Yūmu Harada Kenshirō Itō                        | 945,5 |
| 3    | Finlandia | Mika Kauhanen Lauri Asikainen Sami Niemi Olli Muotka                            | 837,5 |
| 4    | Germania  | Felix Schoft Pascal Bodmer Kevin Horlacher Andreas Wank                         | 932,5 |
| 5    | Norvegia  | Andreas Stjernen Tord Markussen Hammer Eirik Kjelstrup Kim René Elverum Sorsell | 929,0 |
| 6    | Polonia   | Krzysztof Miętus Kamil Kowal Łukasz Rutkowski Maciej Kot                        | 894,5 |
| 7    | Rep. Ceca | Roman Koudelka Jiří Mazoch Čestmír Kožíšek Lukáš Kubáň                          | 847,0 |
| 7    | Francia   | Yoann Taillard Benjamin Bourqui Alexandre Mabboux Nicolas Mayer                 | 847,0 |
| 9    | Italia    | Michele Liva Simone Morassi Alessio De Crignis Roberto Dellasega                | 404,0 |
| 10   | Russia    | Pavel Karelin Ivan Čumyšev Ivan Savateev Il'mir Chazetdinov                     | 401,5 |

17 marzo

Trampolino: Fratelli Nogara HS100

#### Sci di fondo

##### Sprint
| Pos. | Atleta                      | Nazione   |
| ---- | --------------------------- | --------- |
| 1    | Ivan Ivanov                 | Russia    |
| 2    | Martti Jylhä                | Finlandia |
| 3    | Eirik Sæves                 | Norvegia  |
| 4    | Jesper Modin                | Svezia    |
| 5    | Juuso Haataja               | Finlandia |
| 6    | Tore Martin Søbak Gundersen | Norvegia  |
| 7    | Hallvard Moian Nydal        | Norvegia  |
| 8    | Johan Edin                  | Svezia    |
| 9    | Adam Johansson              | Svezia    |
| 10   | Nobuhito Kashiwabara        | Giappone  |

12 marzo

Tecnica classica

##### 10 km
| Pos. | Atleta             | Nazione    | Tempo   |
| ---- | ------------------ | ---------- | ------- |
| 1    | Martti Jylhä       | Finlandia  | 22:40,9 |
| 2    | Aleksej Poltaranin | Kazakistan | 22:57,3 |
| 3    | Alex Harvey        | Canada     | 23:11,4 |
| 4    | Sjur Røthe         | Norvegia   | 23:23,8 |
| 5    | Eirik Sæves        | Norvegia   | 23:27,6 |
| 6    | Johannes Dürr      | Austria    | 23:32,8 |
| 7    | Damiano Lenzi      | Italia     | 23:42,7 |
| 8    | Dmitrij Vasil'ev   | Russia     | 23:47,4 |
| 9    | Sylvain Bailly     | Francia    | 23:53,8 |
| 10   | Philipp Marschall  | Germania   | 23:54,4 |

14 marzo

Tecnica libera

##### Inseguimento
| Pos. | Atleta              | Nazione   | Tempo   |
| ---- | ------------------- | --------- | ------- |
| 1    | Eirik Kurland Olsen | Norvegia  | 52:49,8 |
| 2    | Sjur Røthe          | Norvegia  | 52:53,3 |
| 3    | Alex Harvey         | Canada    | 52:54,5 |
| 4    | Johannes Dürr       | Austria   | 52:58,9 |
| 5    | Martti Jylhä        | Finlandia | 53:02,4 |
| 6    | Eirik Sæves         | Norvegia  | 53:05,2 |
| 7    | Tomoya Ichikawa     | Giappone  | 53:28,5 |
| 8    | Andy Kühne          | Germania  | 53:28,6 |
| 9    | Jan Rykr            | Rep. Ceca | 53:28,7 |
| 10   | Ivan Ivanov         | Russia    | 53:30,8 |

16 marzo

10 km tecnica classica - 10 km tecnica libera

##### Staffetta 4x5 km
| Pos. | Nazione     | Atleti                                                                 | Tempo   |
| ---- | ----------- | ---------------------------------------------------------------------- | ------- |
| 1    | Svezia      | Jesper Modin Patrik Karlsson Magnus Engström Adam Johansson            | 49:18,1 |
| 2    | Russia      | Ivan Ivanov Dmitrij Vasil'ev Evgenij Garaničev Andrej Parfenov         | 49:18,4 |
| 3    | Austria     | Markus Bader Michael Reiter Felizian Herburger Johannes Dürr           | 49:22,6 |
| 4    | Norvegia    | Tore Martin Søbak Gundersen Eirik Kurland Olsen Sjur Røthe Eirik Sæves | 49:32,7 |
| 5    | Germania    | Andy Kühne Andreas Katz Philipp Marschall Tim Tscharnke                | 49:46,9 |
| 6    | Kazakistan  | Evgenij Veličko Aleksej Poltaranin Andrej Gridin Aleksandr Osipov      | 49:47,2 |
| 7    | Rep. Ceca   | Jan Rykr Vladislav Razým Tomáš Krupčík Ondřej Horyna                   | 49:57,5 |
| 8    | Francia     | Adrien Mougel Bastien Poirrier Samuel Régé-Gianasso Sylvain Bailly     | 50:14,4 |
| 9    | Stati Uniti | Matthew Phillip Gelso Karl Nygren Alex Howe Charlie Smith              | 50:18,7 |
| 10   | Italia      | Fabrizio Clementi Damiano Lenzi Giovanni Pezzo Claudio Consagra        | 50:20,0 |

18 marzo

### Donne

#### Salto con gli sci

##### Trampolino normale
| Pos. | Atleta                     | Nazione     | Tempo |
| ---- | -------------------------- | ----------- | ----- |
| 1    | Lisa Demetz                | Italia      | 229,5 |
| 2    | Katie Willis               | Canada      | 228,0 |
| 3    | Maja Vtič                  | Slovenia    | 227,0 |
| 4    | Carina Vogt                | Germania    | 223,5 |
| 5    | Juliane Seyfarth           | Germania    | 208,5 |
| 6    | Jacqueline Seifriedsberger | Austria     | 207,5 |
| 7    | Caroline Espiau            | Francia     | 204,5 |
| 8    | Melanie Faißt              | Germania    | 198,5 |
| 9    | Avery Ardovino             | Stati Uniti | 192,5 |
| 9    | Elena Runggaldier          | Italia      | 192,5 |

17 marzo

Trampolino: Fratelli Nogara HS100

#### Sci di fondo

##### Sprint
| Pos. | Atleta                     | Nazione     |
| ---- | -------------------------- | ----------- |
| 1    | Astrid Uhrenholdt Jacobsen | Norvegia    |
| 2    | Charlotte Kalla            | Svezia      |
| 3    | Denise Herrmann            | Germania    |
| 4    | Celine Brun-Lie            | Norvegia    |
| 5    | Mia Eriksson               | Svezia      |
| 6    | Katarína Garajová          | Slovacchia  |
| 7    | Maryja Loseva              | Ucraina     |
| 8    | Maryna Ancybor             | Ucraina     |
| 9    | Svetlana Nikolaeva         | Russia      |
| 10   | Rosie Brennan              | Stati Uniti |

12 marzo

Tecnica classica

##### 5 km
| Pos. | Atleta                     | Nazione     | Tempo   |
| ---- | -------------------------- | ----------- | ------- |
| 1    | Charlotte Kalla            | Svezia      | 11:44,5 |
| 2    | Marthe Kristoffersen       | Norvegia    | 12:15,2 |
| 3    | Astrid Uhrenholdt Jacobsen | Norvegia    | 12:19,2 |
| 4    | Therese Johaug             | Finlandia   | 12:19,3 |
| 5    | Marte Monrad-Hansen        | Norvegia    | 12:21,3 |
| 6    | Mia Eriksson               | Svezia      | 12:33,3 |
| 7    | Liz Stephen                | Stati Uniti | 12:36,4 |
| 8    | Diana Sapronova            | Russia      | 12:36,8 |
| 9    | Brittany Webster           | Canada      | 12:37,0 |
| 10   | Pauline Caprini            | Francia     | 12:40,6 |

14 marzo

Tecnica libera

##### Inseguimento
| Pos. | Atleta                     | Nazione  | Tempo   |
| ---- | -------------------------- | -------- | ------- |
| 1    | Charlotte Kalla            | Svezia   | 26:10,9 |
| 2    | Marte Monrad-Hansen        | Norvegia | 26:51,7 |
| 3    | Therese Johaug             | Norvegia | 26:52,6 |
| 4    | Astrid Uhrenholdt Jacobsen | Norvegia | 27:16,8 |
| 5    | Marthe Kristoffersen       | Norvegia | 27:17,6 |
| 6    | Brittany Webster           | Canada   | 27:26,3 |
| 7    | Maryna Ancybor             | Ucraina  | 27:29,6 |
| 8    | Pauline Caprini            | Francia  | 27:30,0 |
| 9    | Svetlana Nikolaeva         | Russia   | 27:34,0 |
| 10   | Denise Herrmann            | Germania | 27:34,5 |

16 marzo

5 km tecnica classica - 5 km tecnica libera

##### Staffetta 4x3,3 km
| Pos. | Nazione     | Atleti                                                                        | Tempo   |
| ---- | ----------- | ----------------------------------------------------------------------------- | ------- |
| 1    | Norvegia    | Celine Brun-Lie Therese Johaug Marte Monrad-Hansen Astrid Uhrenholdt Jacobsen | 34:09,4 |
| 2    | Svezia      | Mia Eriksson Eva Svensson Anna Simberg Charlotte Kalla                        | 34:12,0 |
| 3    | Finlandia   | Satu Annila Kerttu Niskanen Anne Kyllönen Mari Laukkanen                      | 34:56,2 |
| 4    | Italia      | Virginia De Martin Topranin Melissa Gorra Irene Cicolini Monica Boschetto     | 35:01,9 |
| 5    | Svizzera    | Tatjana Stiffler Laurien van der Graaff Manuela Rösti Lucy Pichard            | 35:11,6 |
| 6    | Germania    | Denise Herrmann Sabrina Bühler Laura Rombach Steffi Hiemer                    | 35:15,9 |
| 7    | Francia     | Laure Barthélémy Aurélie Dabudyk Pauline Caprini Solenne Roudot               | 35:27,4 |
| 8    | Russia      | Oksana Usatova Svetlana Nikolaeva Larisa Šajdurova Diana Sapronova            | 35:36,9 |
| 9    | Stati Uniti | Rosie Brennan Parker Tyler Alexa Turzian Liz Stephen                          | 35:37,3 |
| 10   | Ucraina     | Maryja Loseva Galyna Mychnjuk Kateryna Ceselska Maryna Ancybor                | 35:43,0 |

18 marzo